# سانتیاگو
سانتیاگو (به اسپانیایی: Santiago de chile) پایتخت کشور شیلی در آمریکای جنوبی است و جمعیتی در حدود شش میلیون و سیصد و ده هزار نفر (سال ۲۰۱۷) دارد.
سانتیاگو بزرگترین شهر کشور شیلی است. این شهر در ارتفاع ۱۷۰۰ پایی (۵۲۰ متری) از سطح دریا در دره مرکزی کشور واقع شده، و از لحاظ اداری بخشی از ناحیه پایتختی سانتیاگو است. با وجود پایتخت بودن سانتیاگو، کنگره ملی شیلی در نزدیکی ناحیه والپارایسو تشکیل می‌شود.
دو دهه رشد اقتصادی، سانتیاگو را به یکی از پیچیده‌ترین پایتخت‌های آمریکای لاتین به‌همراه توسعه گسترده حومه شهر، بازارهای متعدد خرید و فروش و معماری برجسته آسمان‌خراش‌ها تبدیل کرده‌ است. این شهر بهترین زیرساخت‌ها در آمریکای جنوبی، همچون مترو سانتیاگو و و یک «نوار ساحلی شمالی» جدید را دارد. از جمله یک سیستم بزرگراهی که از زیر مرکز شهر عبور کرده و محدوده‌های شرقی و غربی شهر را ظرف ۱۵ دقیقه به‌هم متصل می‌کند. سانتیاگو مقر بسیاری از شرکت‌های مهم و نیز از لحاظ منطقه‌ای یک مرکز مهم اقتصادی است.

## اقلیم
سانتیاگو دارای اقلیم معتدل مدیترانه‌ای است؛ یعنی تابستان‌های نسبتاً خشک (از ماه نوامبر تا مارس) با درجه حرارتی که به ۳۵ درجه سلسیوس (۹۵ درجه فارنهایت) در گرمترین روزها می‌رسد؛ زمستان‌ها (از ماه ژوئن تا اوت) با حداکثر درجه حرارت روزانه ۱۵ درجه سلسیوس (۵۹ درجه فارنهایت) بیشتر مرطوب بوده، و حداقل دمای آن به چند درجه بالای صفر می‌رسد. بارش برف گهگاهی در مناطق مرتفع‌تر در حومه شهر رخ می‌دهد. میانگین بارش سالانه آن ۳۳۸ میلی‌متر است.
وارونگی گرمایی (یک پدیده هواشناسی که به‌وسیله آن یک لایه پایدار از هوای گرم هوای سرد نزدیک به زمین را پایین نگه می‌دارد) موجب سطوح بالایی از مه، دود و آلودگی هوا می‌شود که طی ماه‌های زمستان موجب تجمع و تمرکز در داخل شهر می‌شود. در دهه ۱۹۹۰، آلودگی هوا حدود یک سوم بود اما از سال ۲۰۰۰ تاکنون افزایش اندکی داشته‌ است.
رود ماپوچو که شهر را از شمال شرقی تا جنوب غربی در دره مرکزی تقسیم می‌کند، با فاضلاب‌های صنعتی و خانگی آلوده شده، که بدون هیچگونه پالایشی و با زباله شناور معدن مس به داخل آن سرازیر می‌شود (تعدادی معدن مس در شرق کوه‌های آند وجود دارند). اخیراً دولت مرکزی قانونی را تصویب نموده که مسئولان صنعتی و محلی را وادار می‌کند تا تمام فاضلاب خود را تا سال ۲۰۰۶ فرآوری بازیافت کنند. هم‌اکنون شماری از تأسیسات بزرگ فرآوری و بازیافت فاضلاب در دست احداث هستند. برنامه‌های جاری نیز برای آلودگی‌زدایی از رودخانه و قابل کشتیرانی کردن آن وجود دارند.
آلودگی صوتی در خیابان‌های اصلی بالاست، که بیشتر به دلیل اتوبوس‌های دیزلی پرسروصدا است. کامیون‌ها و اتوبوس‌های دیزلی همچنین عوامل اصلی کمک‌کننده به ایجاد مه دود زمستانی هستند. فرایند طولانی جایگزینی سیستم اتوبوس در سال ۲۰۰۵ آغاز شد و تا سال ۲۰۱۰ ادامه خواهد داشت (نگاه کنید به # حمل و نقل | ترابری بخش زیر).

## تاریخچه

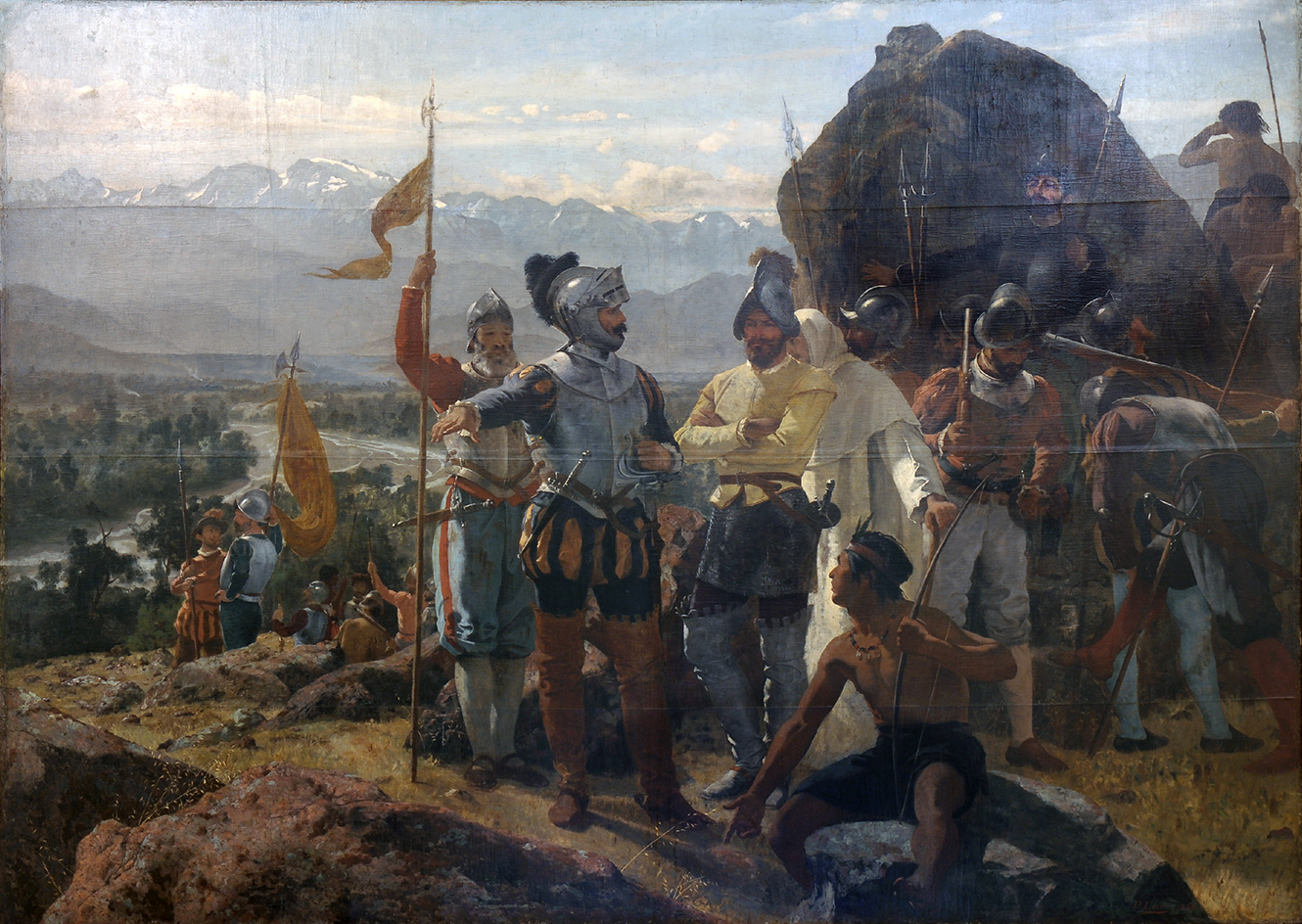
"بنیانگذاری سانتیاگو توسط پدرو والدیویا " اثر پدرو لیرا (۱۸۸۹)

سانتیاگو در ۱۲ فوریه ۱۵۴۱، با نام «سانتیاگو در محدوده جدید» توسط پدرو دو والدیویا پایه‌گذاری شد. مراسم بنیان‌گذاری بر روی تپه هولین (که بعدها دوباره تپه سانتا لوسیا نام‌گذاری شد) برگزار گردید. والدیویا مکان سانتیاگو را به دلیل اقلیم معتدلش و این که به آسانی می‌شد از آن دفاع نمود، برگزید- رودخانه ماپوچو به دو شاخه تقسیم شده که بعدها در جریان پایین رود به هم مجدداً می‌پیوندند و یک جزیره ایجاد می‌کنند.
دیوار اولین ساختمان‌ها درشهر سانتیاگو با کمک قبایل بومی هندی پیکانچه بالا رفتند. کرانه جنوبی رودخانه ماپوچو بعدها ته نشست نمود و به سمت تفرجگاه عمومی تغییر جهت داد که تحت عنوان «آلمادا» می‌باشد (هم‌اکنون «خیابان آلمادا برناردو اوگین آزادیخواه» است). این شهر تا حدودی طی جنگ استقلال شیلی| نبرد استقلال (۱۸|۱۸۱۸–۱۸۱۰) در نبرد ماپیو که در جنوب غرب این شهر واقع شد، آسیب دید. سانتیاگو در سال ۱۸۱۸ پایتخت نامیده شد.
طی اوایل قرن ۱۹ ام، سانتیاگو شهر کوچکی مانده بود با ساختمان‌های معدود به استثنای ضرابخانه، ساختمانی که برای ضرب پول شیلیایی طی دوره (حضور) اسپانیایی‌ها استفاده می‌شد، و تعدادی نیز کلیسا و دیگر ساختمان‌های شهری. کلیسای انجمن عیسی طی یک مراسم مذهبی در سال ۱۸۶۳ آتش گرفت و ۲۰۰نفر جان دادند، یکی از بدترین آتش‌سوزی‌های دوران جدید.
در دهه ۱۸۸۰ استخراج از معدن کود (بارورکننده) نیترات در شمال شیلی آبادانی را برای کشور به بار آورد، و موجب ارتقا توسعه شهر پایتخت شد. اماکن مهم دیدنی همچون کتابخانه ملی و موزه هنرهای تجسمی، در سال ۱۹۱۰ طی برگزاری مراسم صدمین سالگرد استقلال از اسپانیا احداث گردید.
سانتیاگو، با احداث بخش حومه در اطراف ضرابخانه، در دهه ۱۹۳۰ به تبدیل شدن به یک شهر نوین تبدیل شد. این شهر همچنین در اثر مهاجرت از شمال و جنوب شیلی، از نظر جمعیت رشد نمود. در سال ۱۹۸۵ یک زلزله برخی از ساختمان‌های مهم از لحاظ تاریخی را در ناحیه مرکزی ویران نمود.
سانتیاگو هم‌اکنون مهم‌ترین مرکز اقتصادی در آمریکای لاتین محسوب می‌شود.

## داده‌های اساسی شهری (۲۰۰۲)
- جمعیت (سانتیاگو بزرگتر): ۵٬۴۵۶٬۳۲۶
- مساحت: ۶۴٬۱۴۰ هکتار
- تراکم جمعیت ۱/۸۵ سکنه در هکتار

## مردم
تراکم جمعیت شهری سانتیاگو از ۹۸۲/۰میلیون در سال ۱۹۴۲ به ۸۲/۲میلیون در سال ۱۹۷۰و ۷۵/۴ میلیون در سال ۱۹۹۲ افزایش یافته‌است. بر طبق سرشماری سال۲۰۰۲، این شهر جمعیتی حدود ۴۵/۵ میلیون نفر، معادل ۳۷٪ کل جمعیت کشور را تشکیل می‌دهد و با داشتن ۴۳٪ کل جمعیت شهری، سانتیاگو به یکی از بزرگترین شهرها در آمریکای لاتین تبدیل می‌شود.
بیشتر جمعیت سانتیاگو از نسل اروپایی سفید هستند، که در وهله نخست، اسپانیایی هستند، ولی پس از اسپانیایی‌ها شامل مهاجران متصدی دولتی، آلمانی‌ها؛آلمانی، سوئیسی، و انگلیسی بوده‌اند. سپس به دنبال آن‌ها ایتالیایی‌ها، ایرلندی، و مهاجران کرووات قرار می‌گیرند. ساکنان مرکب دورگه اروپایی و آمریندیانی بخش عمده‌ای از جمعیت را تشکیل می‌دهند.
این شهر در اثر رشد اقتصادی شدید و قابل مقایسه اش، به‌طور فزاینده‌ای از سوی کشورهای دیگر در آمریکای لاتین پذیرای مهاجرت است. بسیاری از پرویی‌ها و نیز بولیویایی‌ها، آرژانتینی‌ها و اکوادوری‌ها در سانتیاگو زندگی می‌کنند.

## اقتصاد

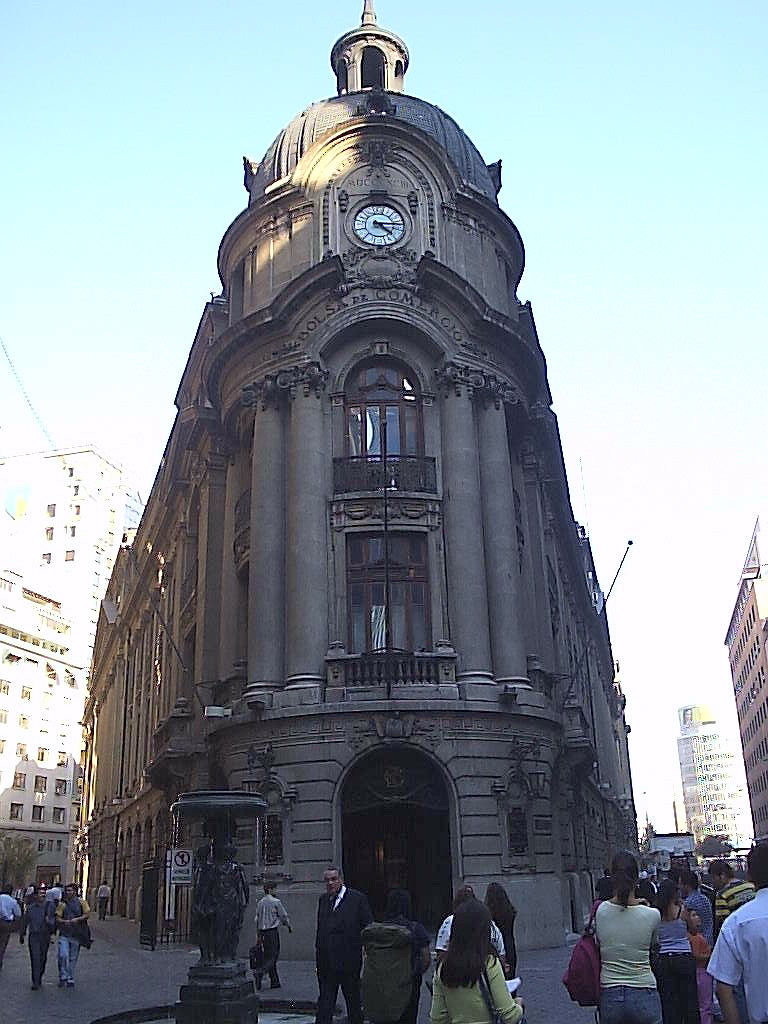
بازار سهام سانتیاگو

سانتیاگو مهم‌ترین مرکز صنعتی و اقتصادی شیلی است و ۴۵ درصد تولید ناخالص ملی را تولید می‌کند. همچنین، سانتیاگو شهری است که در کنار بوینس آیرس و سائو پائولو، یکی از بزرگترین مراکز اقتصادی آمریکای جنوبی محسوب می‌شود. برخی از موسسات بین‌المللی همچون ECLAC (کمیسیون اقتصادی آمریکای لاتین و (حوزه) کارائیب)، دارای دفاتری در سانتیاگو هستند. در سال‌های اخیر، در اثر رشد و پایداری قوی اقتصاد شیلی، بسیاری از شرکت‌های چندملیتی سانتیاگو را به عنوان مقرهای خود در منطقه انتخاب نموده‌اند همچون:
HP، رویترز، جی.پی مورگان، اینتل، کوکا کولا، یونیلور، نسل، کداک، بی.اچ.پی بیلیتون، آی.بی.ام، موتورولا، مایکروسافت، شرکت فورد فورد، یاهو!، و بسیاری دیگر.

## حمل ونقل

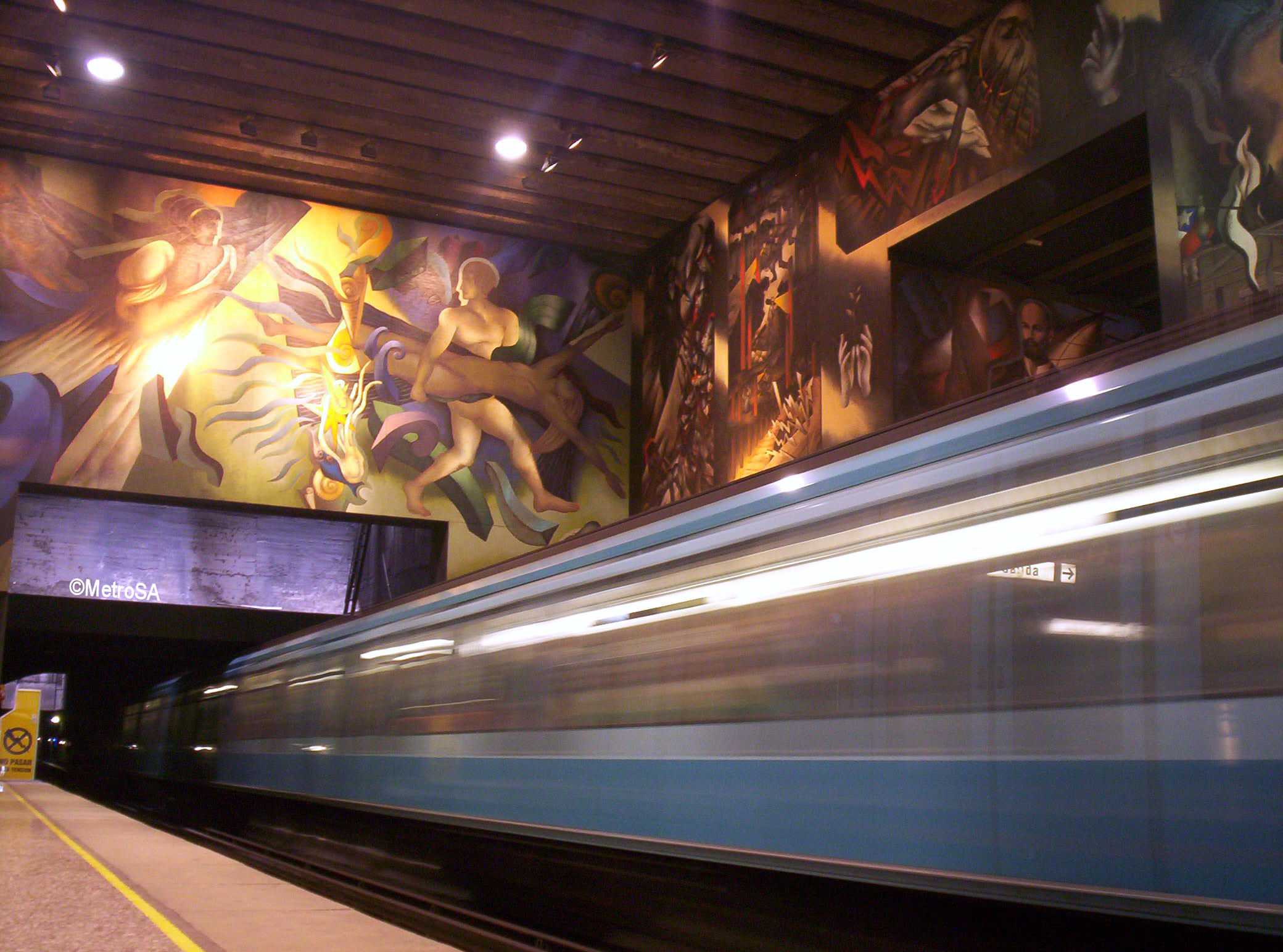
مترو سانتیاگو، ایستگاه دانشگاه شیلی

نقشه خطوط مترو سانتیاگو

فرودگاه آرتورو مرینو بنیتز، فرودگاه کشوری و بین‌المللی سانتیاگو است و از لحاظ کیفیت در منطقه در رده بالایی جای دارد. قطارها توسط راه‌آهن ملی اداره می‌شوند، شرکت راه‌آهن دل استادو، که سانتیاگو را به بندر مونت در بخش حنوبی مرکز کشور متصل نموده، و در شمال پایتخت با شهر ایکویکو ارتباط پیدا می‌کند. تمام یک چنین قطارهایی از "ایستگاه مرکزی " (" ایستگاه مرکزی") وارد و خارج می‌شوند. در واقع، شرکت‌های خصوصی اتوبوسرانی بین شهری، حمل و نقل عالی و ارزانی را از سانتیاگو به هر نقطه از کشور فراهم می‌سازند. همچنین بزرگراه‌های عوارضی جدید و متعدد بین شهری وجود دارند که که محدوده‌های شهر را به هم متصل می‌کنند از جمله بزرگراه وسپوچیو (که به صورت یک نیم دایره شهر را احاطه نموده)، روتا ۵ (که شهر را در جهت شمال- جنوب قطع می‌کند) و و کاستانرا نورته (که از سمت شرق در لاس کندس به سمت غرب در پوداهوئل امتداد دارد).
سیستم حمل ونقل شهری مسافر شامل یک سرویس گسترده اما شلوغ و اداره شده خصوصی و نیز مترو با مالکیت عمومی است. اتوبوس‌ها به عنوان «میکروس» (به جهت مینیبوس) شناخته می‌شوند و به عنوان نمونه زرد رنگ هستند. لین سیستم اتوبوس رانی در فرایند تکمیلی جایگزینی در اوایل سال ۲۰۰۷ با سیستمی جدید است که شامل مسیرهای جدیدتر و بزرگتر، اتوبوس‌های جدیدتر، با سیستم بهتر پرداخت (کارت مولتی ویا)، و سازگار با مترو هستند (" نگاه به " قطار سانتیاگو). مترو تمیز و ایمن بوده و پنج خط در حال عملیات دارد اما پوشش آن هنوز تا حدودی به حاشیه‌های جنوبی و شمالی شهر محدود می‌شود. دولت هم‌اکنون دو خط اضافی مترو (خط ۴ a۴) را افتتاح نمود، اما مترو هنوز در حال گسترش است، و توسعه ساختمانی آن مربوط به خطوط ۱ و ۲ است (مترو سانتیاگو).
سواری‌های تاکسی را معمولاً می‌توان در خیابان‌ها یافت و سقف آن‌ها با سیاه و زرد رنگ شده‌است؛ و تاکسی‌های بدون آرم را می‌توان با تلفن فرا خواند («رادیوتاکسی‌ها»).
«تعاونی‌ها» در کار سواری‌های تاکسی دخیل هستند که مسافران را در طول یک مسیر خاص با کرایه‌ای ثابت جابجا می‌کنند.
سواری‌های تاکسی را معمولاً می‌توان در خیابان‌ها یافت و سقف آن‌ها با سیاه و زرد رنگ شده‌است؛ و تاکسی‌های بدون آرم را می‌توان با تلفن فرا خواند («رادیوتاکسی‌ها»).
«تعاونی‌ها» در کار سواری‌های تاکسی دخیل هستند که مسافران را در طول یک مسیر خاص با کرایه‌ای ثابت جابجا می‌کنند.

## ساخت و ساز

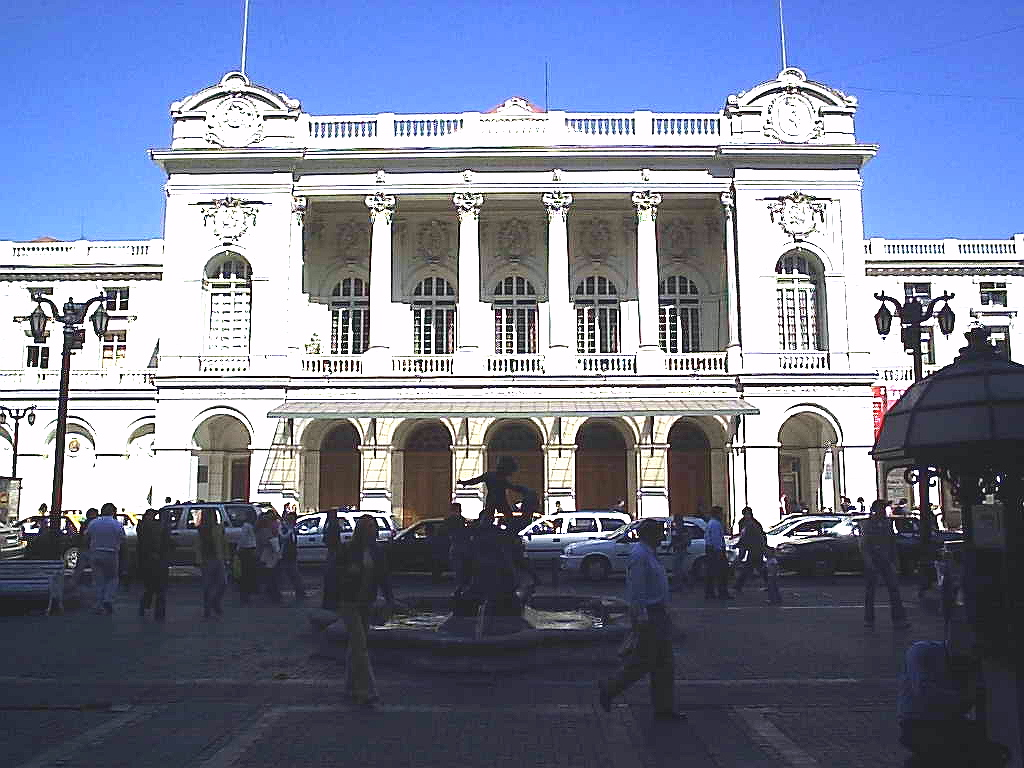
تئاتر شهری سانتیاگو

هم‌اکنون مرکز کاستانرا تحت ساخت و ساز قرار دارد و پروژه‌ای کلان در بخش اقتصادی سانتیاگو محسوب می‌شود. این مرکز شامل ۲۸۰۰۰۰ متر مربع مساحت بازار، یک برج به ارتفاع ۳۰۰ متر، دو برج اداری که هریک ۱۷۰ متر ارتفاع دارند، و یک هتل بلند به ارتفاع ۱۰۵ متر می‌باشد. زمانی که در سال ۲۰۱۰ تکمیل شود، بلندترین ساختمان در آمریکای جنوبی خواهد شد. نزدیک مرکز کاستانرا یک آسمانخراش دیگر ساخته می‌شود، با نمای تیتانیوم، و این ساختمان ۱۹۰ متر ارتفاع دارد. اگرچه این دو پروژه از بزرگترین نمونه‌ها هستند، اما ساختمان‌های اداری متعدد دیگر و همچنین صدها ساختمان مسکونی بلند مرتبه، نیز در حال ساخت در سانتیاگو هستند.

## بخشهای سیاسی
سانتیاگوی بزرگ (Greater Santiago) در ۳۷ شهرداری و با مساحتی بالغ بر ۶۴۱۴۰ هکتار در سال ۲۰۰۲ گسترش یافت. اکثر قسمت‌های شهر سانتیاگو در داخل ایالت سانتیاگو، شیلی| ایالتی با همان نام با برخی نواحی جانبی واقع است که شامل ایالت تالاگانته| تالاگانته، ایالت میپو| میپو و کوردیلرا| کوردیلرا می‌شوند. علی‌الخصوص، سانتیاگو شهرهای سن برناردو (ایالت میپو) و پوئنته آلته (ایالت کوردیلرا) را جهت تشکیل حومه‌های سانتیاگو بزرگتر به هم ملحق می‌سازد.
ایالت سانتیاگو به ۳۲ شهرداری (در زبان اسپانیایی| اسپانیولی "comunas") تقسیم می‌کند. هر شهرداری در شیلی به ریاست یک شهردار «آلکالده» اداره می‌شود که توسط رای‌دهندگان هر چهار سال یکبار انتخاب می‌شود. اعضای شورای شهرداری «کنسجالس» در همان انتخابات با رایی جداگانه انتخاب می‌شوند.
۳۲ شهرداری عبارتند از:
سریلوس، کونچالی، سروناویا، الباسک، ایستگاه مرکزی، هوچورابا، مستقل، لاسیترنا، لافلوریدا، کشاورزیف لاپینتانا، لارینا، لاس کندس، لوبارنچیا، لو اسپجو، لوپرادو، ماکول، (شهرداری) میپو میپو، نیونیوآ، پدرو آگوئیره سدرا، پنیالولین، پوداهوئل، پراویدنچیا، کوئیلیکورا، کوئینتا نرمال، رنسا، ریکولتا، سن ژاکوئین، سن میگوئل، سن رامیون، مرکز سانتیاگو، و ویتاکورا.

## مترو
متروی سانتیاگو در سال ۱۹۷۵ تأسیس شده و هم‌اکنون دارای ۵ خط و ۱۰۸ ایستگاه می‌باشد.

## موسیقی
دو نوع ارکستر سمفونی درسانتیاگو وجود دارد:
- ارکستر آکاردئنی سانتیاگو، که در " تئاتر شهرداری " برنامه اجرا می‌کند.
- ارکستر سمفونی شیلی، وابسته به دانشگاه شیلی که درسالن تئاتر آن برنامه اجرا می‌کند.

همچنین دو مؤسسه مختلف نوازنده جاز وجود دارند که مشهورترین آن به نشانی زیر در نیونیوآ است: Club de Jazz

## موزه‌ها

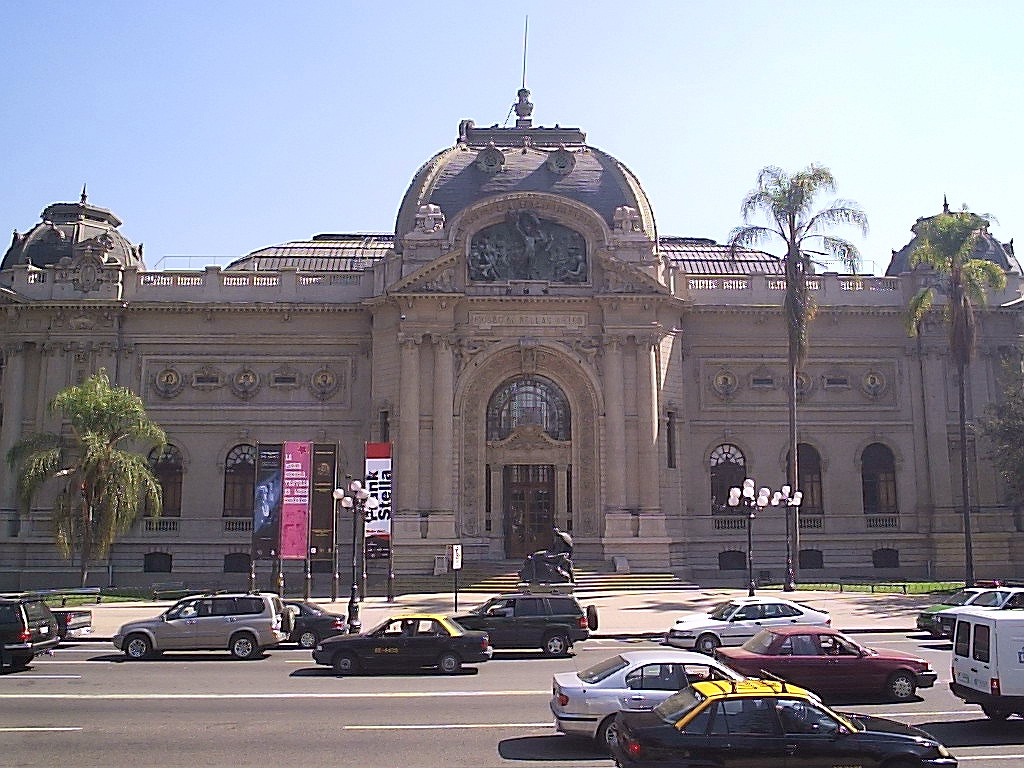
Bellas Artes موزه هنرهای زیبا

موزه‌ها عبارتند از:
| - جدیدترین و بزرگترین فضای فرهنگی، در زیر میدان Citizenry در جنوب کاخ حکومتی لاموندا - Museo Arqueológico de Santiago - Museo de Santiago Casa Colorada - [Museo Catedral Metropolitana] - Museo Colonial San Francisco - Museo Chileno de Arte Precolombino - Museo Histórico Nacional - Museo Nacional de Bellas Artes | - [Museo de Arte Contemporáneo] - Museo Interactivo Mirador - Museo Artequín - [Museo de Ciencia y Tecnología] - Museo Ferroviario - [Museo de la Solidaridad "Salvador Allende"] - Palacio Cousiño |  |

- لاچاسکنا، کاخ پابلو نرودا| پابلو نرودا، که هم‌اکنون موزه شده‌است.

## مراکز تفریح و سرگرمی
این شهر چند پارک اصلی دارد:
- تپه سن کریستوبال| تپه سن کریستوبال (" تپه سن کریستوبال") که شامل باغ وحش پارک متروپولیاتنو سانتیاگو| پارک متروپلیتان سانتیگو است.
- پارک اوهیگینز، شیلی| پارک اوهیگینز (" پارک اوهیگینز")
- پارک جنگلی، شیلی| پارک جنگلی (" پارک جنگلی")ف پارک در مرکز شهر در امتداد رود ماپوچو قرار دارد.
- تپه سانتا لوسیا

پیستهای جدید اسکی در فاصله یک ساعت حرکت از شرق عبارتند از:
- Farellones بایگانی‌شده  در ۲۸ سپتامبر ۲۰۰۷ توسط Wayback Machine
- Valle Nevado
- La Parva
- Portillo که از شهر حدود سه ساعت فاصله دارد

برخی از نواحی کاشت انگور در نزدیکی میپو و دره‌های رود آکونکاگوا| آکونکاگوا قرار دارند. در کل تاکستان‌های متعددی در این ناحیه قرار دارند که عبارتند از:
- Concha y Toro
- Santa Rita
- Santa Carolina
- Cousiño Macul

اماکن فرهنگی برای دیدار شامل:
- موزه هنرهای زیبا
- حومه بلاویستا، بلوک فرهنگ و هنری
- استاسیون سنترال، شیلی| ایستگاه مرکزی، ایستگاه راه‌آهن طراحی شده توسط گوستاو ایفل
- ورزشگاه ویکتور جارا، شیلی| ورزشگاه ویکتور جارا
- کنگره ملی قبلی| کنگره ملی سابق
- میدان دو آرماس، میدان مرکز شهر
- ساختمان ضرابخانه، قصر دولتی

ورزشگاه‌های اصلی فوتبال:
- ورزشگاه ملی شیلی| ورزشگاه ناسیونال (مکان برگزاری جام فیفا ۱۹۶۲| جام جهانی ۱۹۶۲ (فینال)
- ورزشگاه دیوید آرلانو (ساختمان قدیمی)
- ورزشگاه سن کارلوس دو آپوکوئیندو

## مذهب

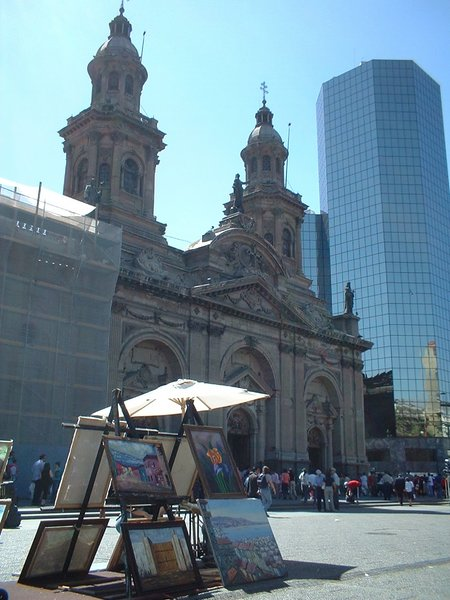

بیشتر جمعیت شیلی را کاتولیک‌ها تشکیل می‌دهند و سانتیاگو نیز از این قاعده مستثنی نیست. برطبق سرشماری ملی، که در سال ۲۰۰۲ توسط اداره آمار ملی (INE| ادره آمار ملی) در ناحیه پایتختی سانتیاگو انجام شد، ۳۱۲۹۲۴۹نفر فرد ۱۵سال و بالتر خود را کاتولیک معرفی نمودند که معادل ۷٪/۶۸ کل جمعیت است در حالی که ۵۹۵٬۱۷۳ نفر (۱٪/۱۳) خود را مسیحی انجیلی| پروتستان انجیلی توصیف کردند. حدود ۲٪/۱ از جمعیت از فرقه یهودی گواهان یهوه اعلام شدند، در حالی که ۹٪/۰ خود را پیرو فرقه قدیسان امروزی (مورمون‌ها)، ۲۵/۰ به عنوان یهودی، ۰۳/۰ مسلمان و ۱۱/۰ به عنوان پیروان کلیسای ارتودوکس| ارتودوکس‌ها خوانده‌اند. نخستین مشرق‌الاذکار آیین بهائی در آمریکای جنوبی در شهر سانتیاگو بنا شده‌است و کشور شیلی طبق آمار سال ۲۰۰۵ حدوداً ۲۵۰۰۰ بهائی دارد. تقریباً ۴٪/۱۰ جمعیت ناحیه پایتخت اظهار داشته‌اند که کافر یا منکر وجود خدا هستند، در حالی که ۴٪/۵ دیگر خود را پیرو مذاهب دیگر دانسته‌اند.

## دانشگاه‌ها
| - دانشگاه طلبگی کاتولیک شیلی (پونتیفیسیال) اسپانیولی انگلیسی - دانشگاه طلبگی کاتولیک والپاریزو (پونتیفیسیال) اسپانیولی انگلیسی - دانشگاه شیلی (ایالتی شیلی) اسپانیولی - دانشگاه فنی سانتاماریا (ایالتی شیلی) اسپانیولی انگلیسی - دانشگاه والپاریزو (ایالتی شیلی) اسپانیولی - دانشگاه سانتیاگو شیلی\| دانشگاه سانتیگو (ایالتی شیلی) اسپانیولی - دانشگاه فناوری مترو پلیتانا (ایالتی شیلی) اسپانیولی - دانشگاه متروپلیتانای علوم و آموزش(ایالتی شیلی) اسپانیولی | - دانشگاه لوس آندز (خصوصی) اسپانیولی - دانشگاه آدولفو ایبانیز (خصوصی) اسپانیولی - دانشگاه فینیس ترائه (خصوصی) اسپانیولی - آندریاس بلو (خصوصی) اسپانیولی انگلیسی - دانشگاه دل دسارولو (خصوصی) اسپانیولی - دانشگاه شهردار (مایور) (خصوصی) اسپانیولی - دانشگاه دیگو پورتالز (خصوصی) اسپانیولی |  |

## نگارخانه

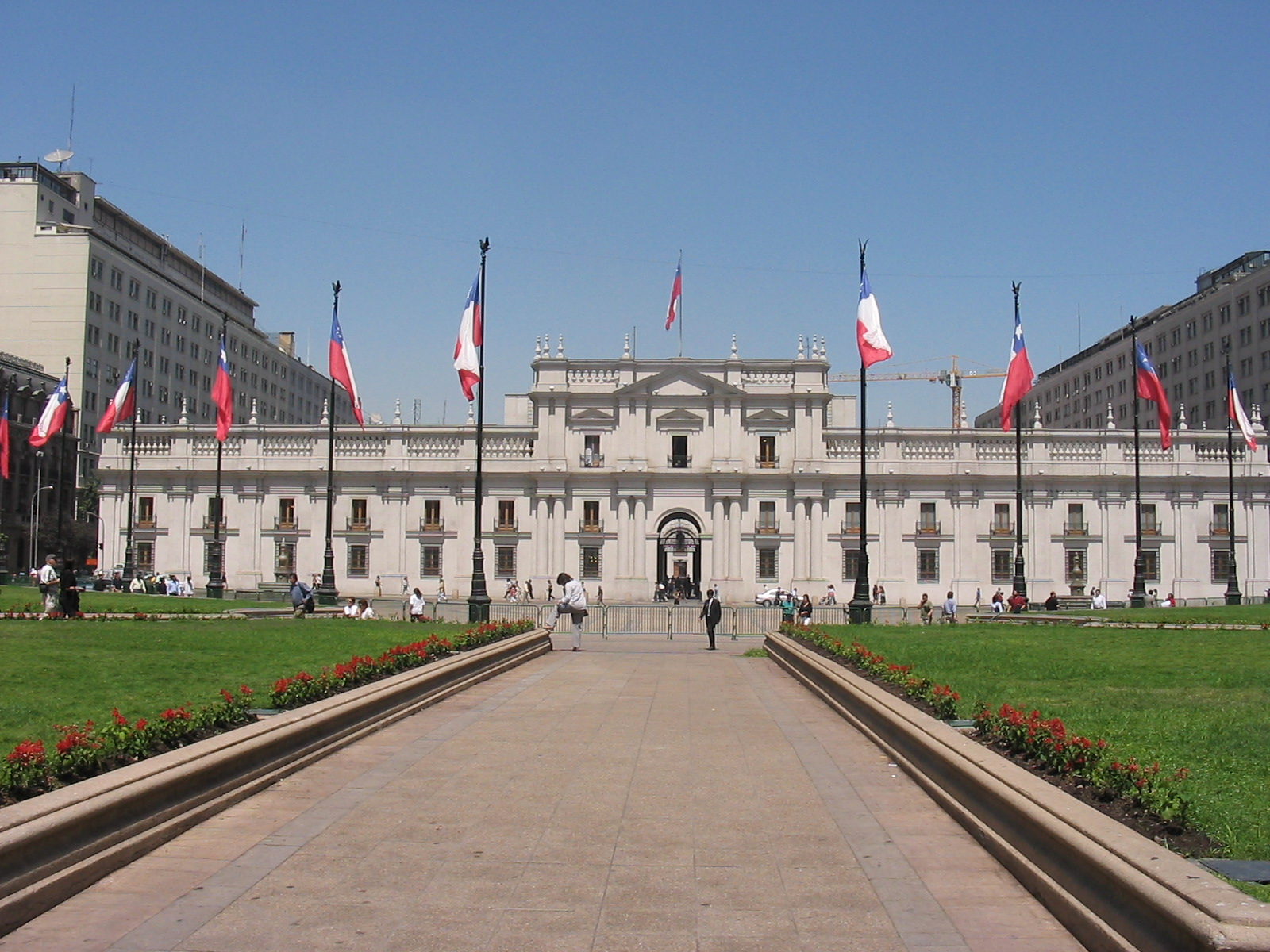
Palacio de La Moneda در مرکز شهر سانتیاگو
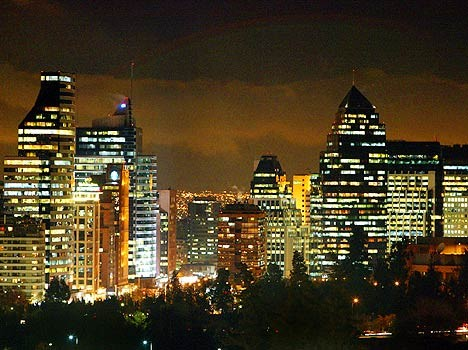
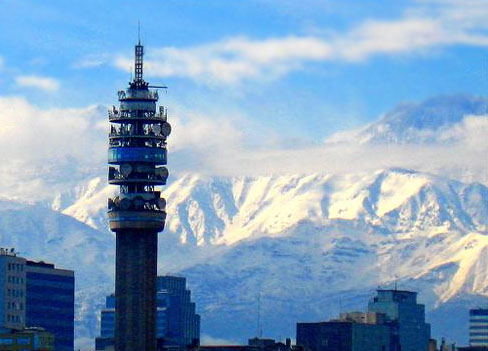
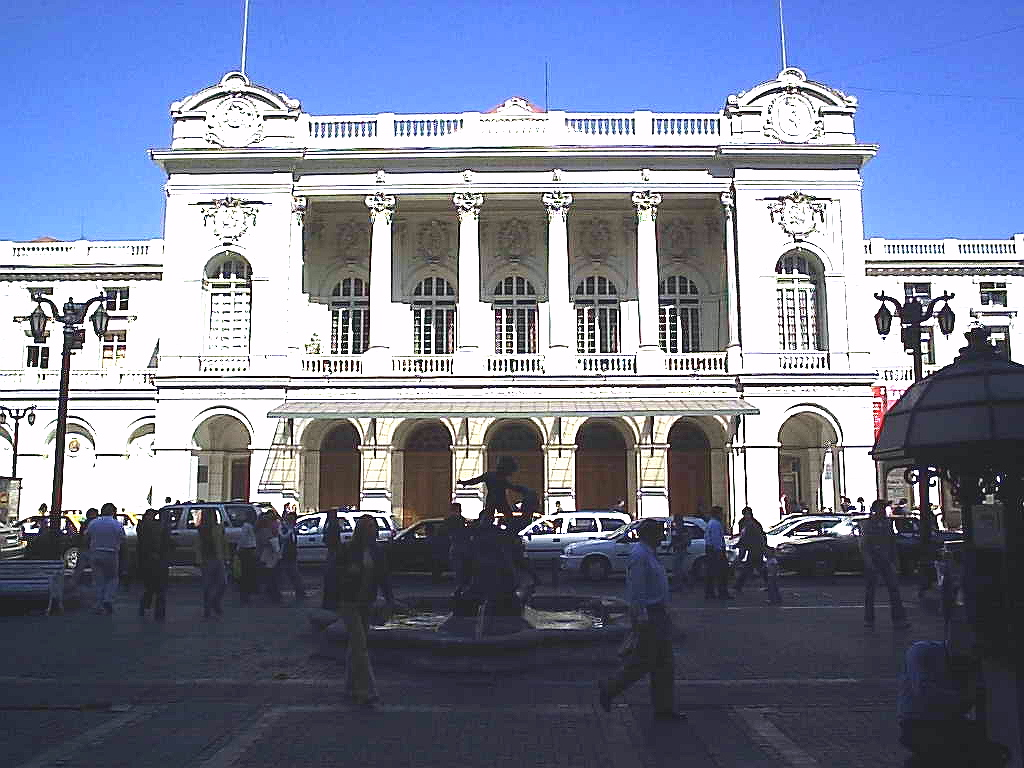
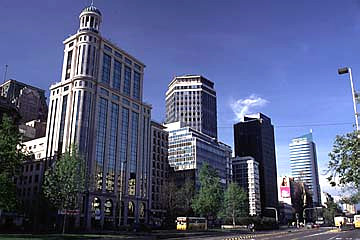
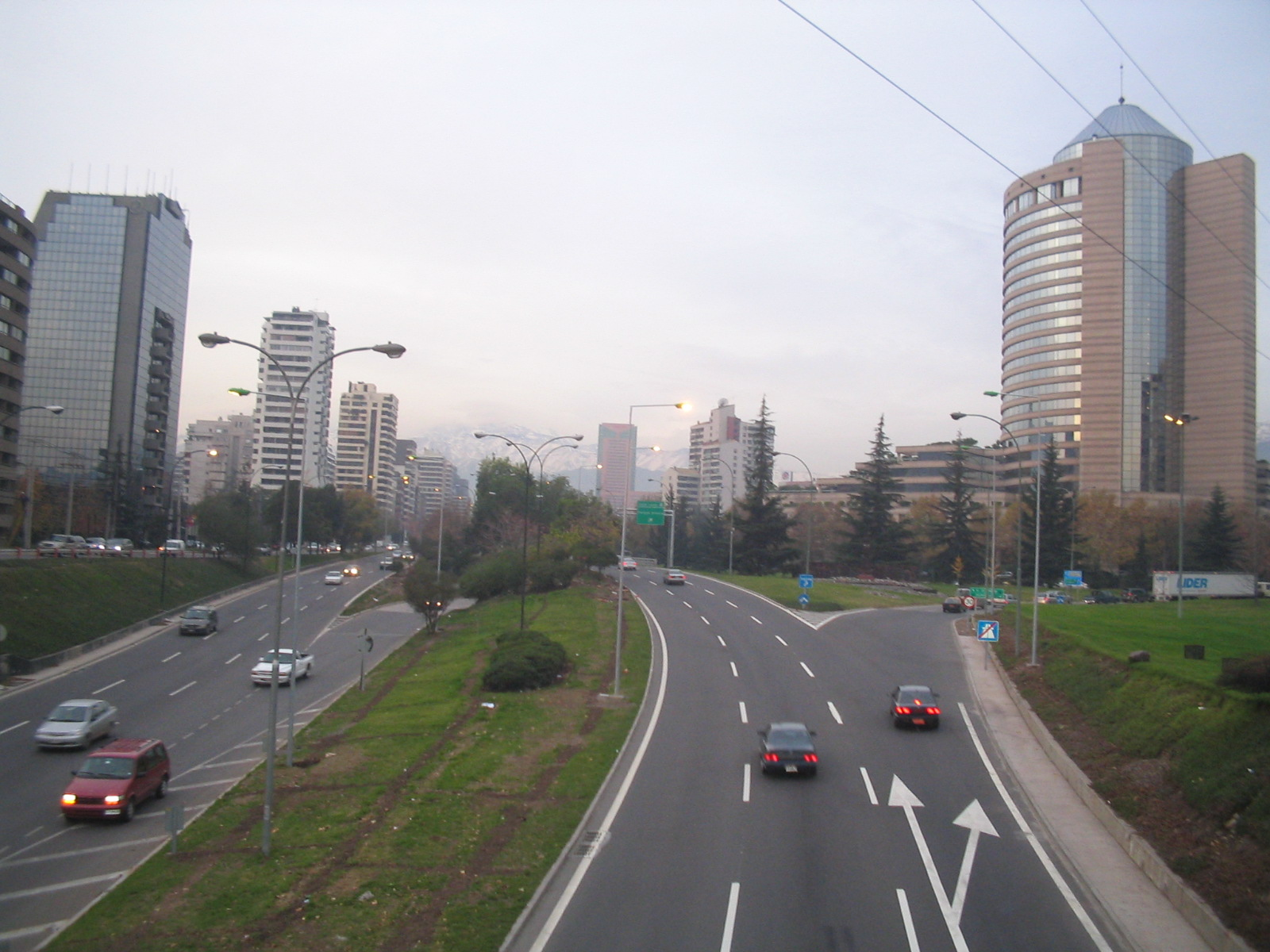
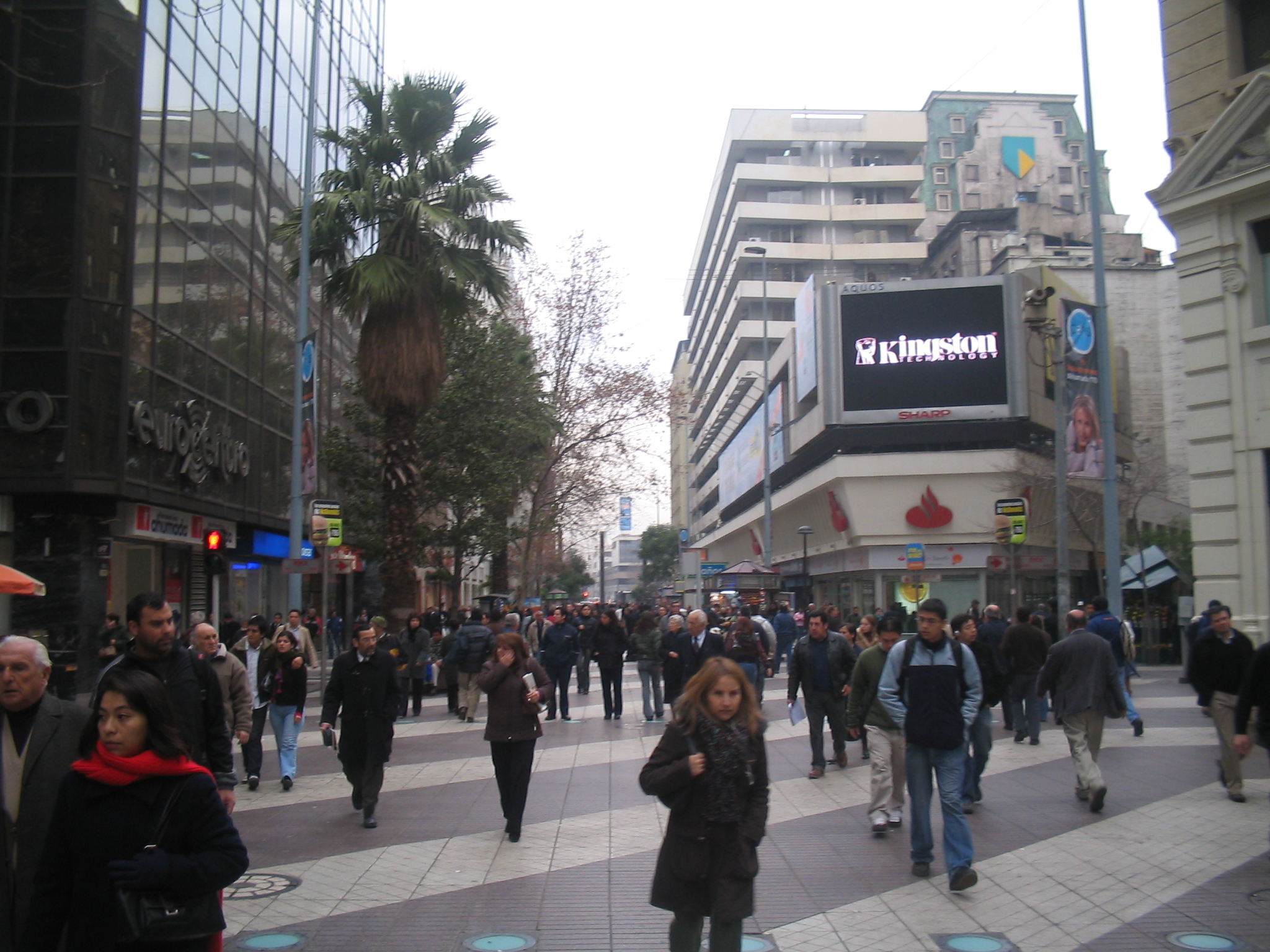
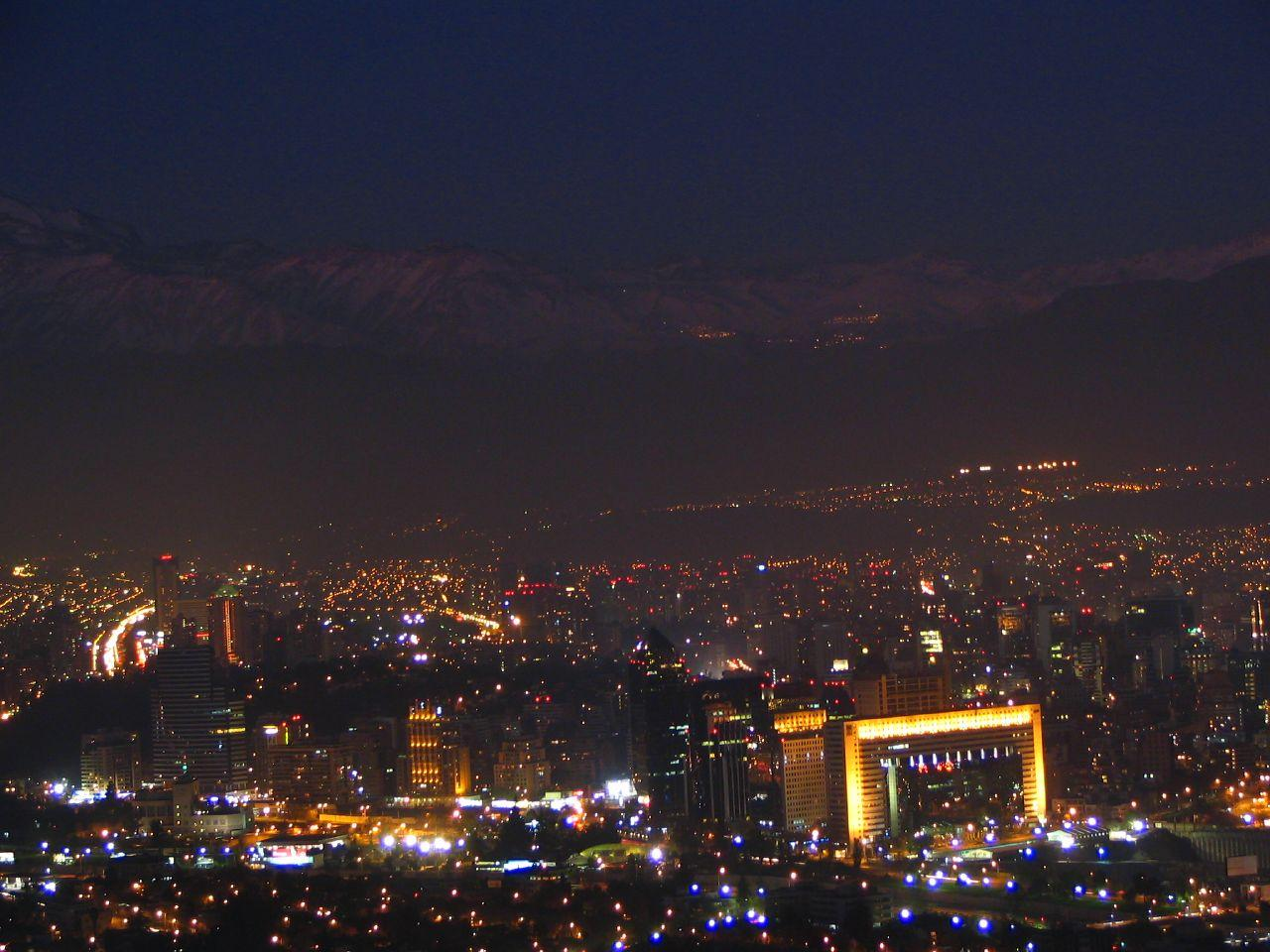
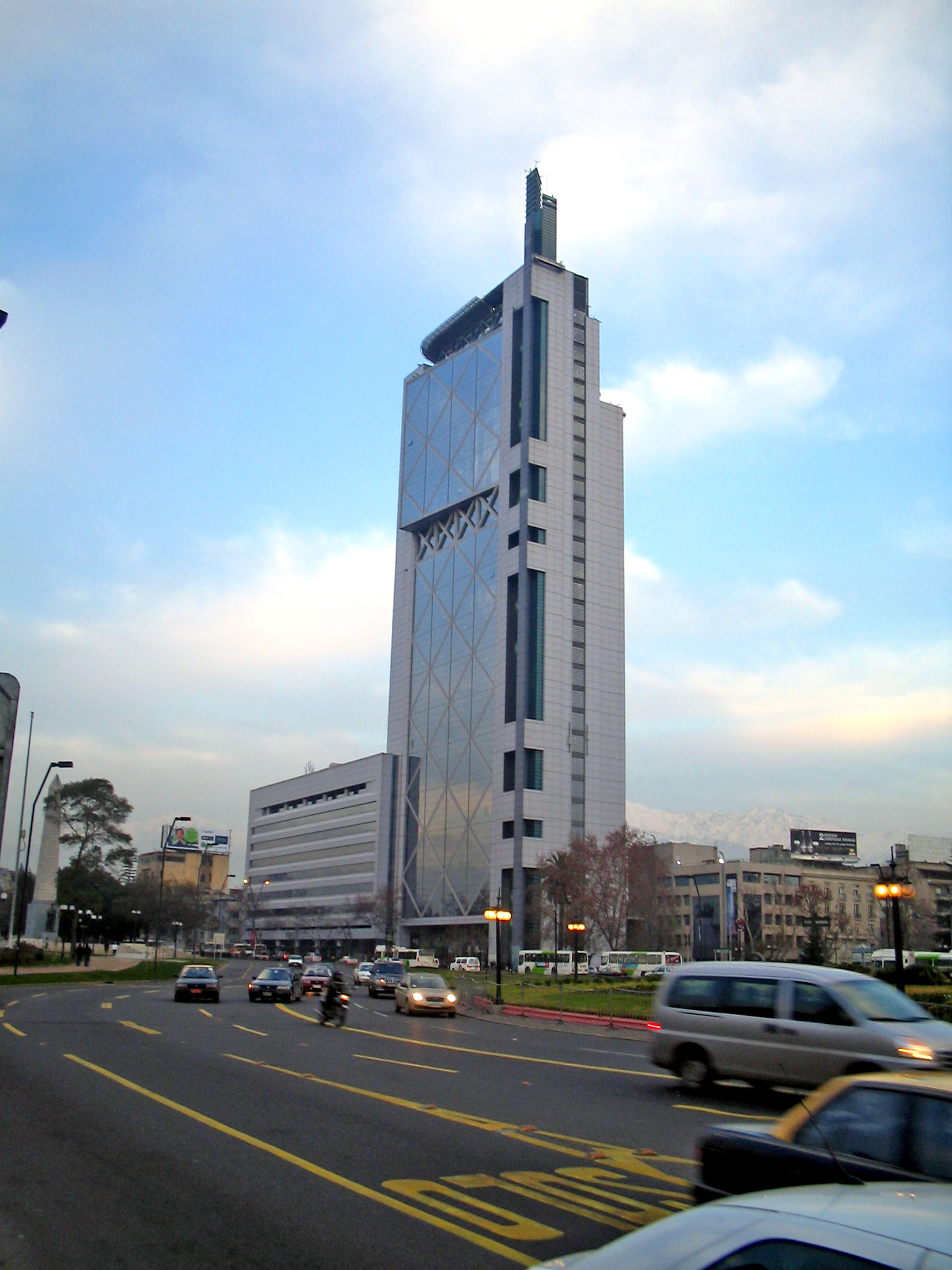
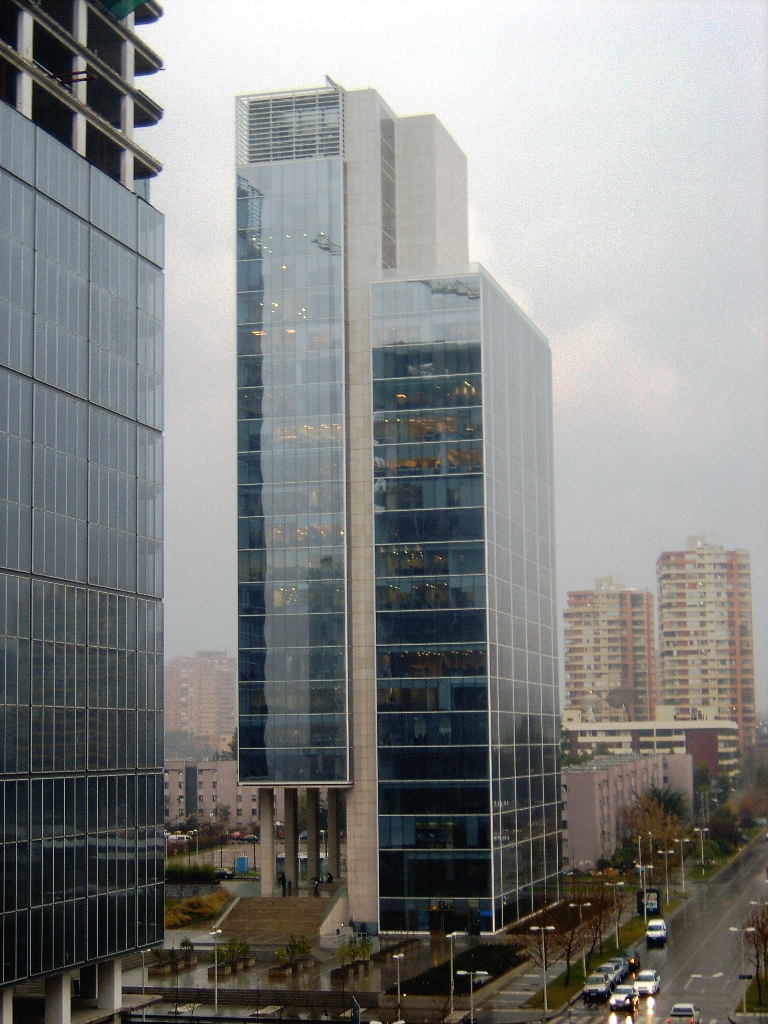
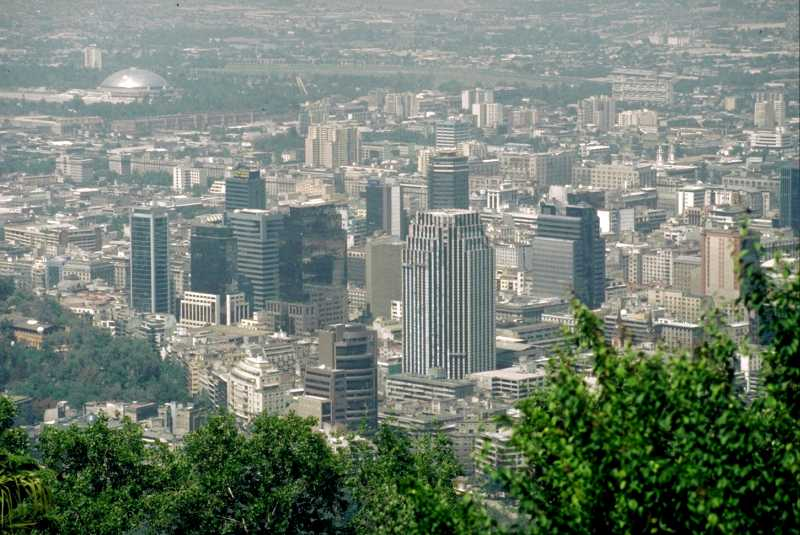
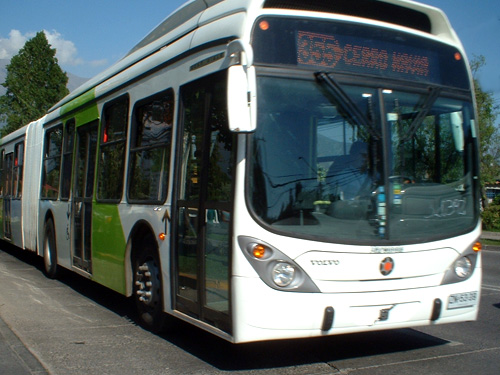
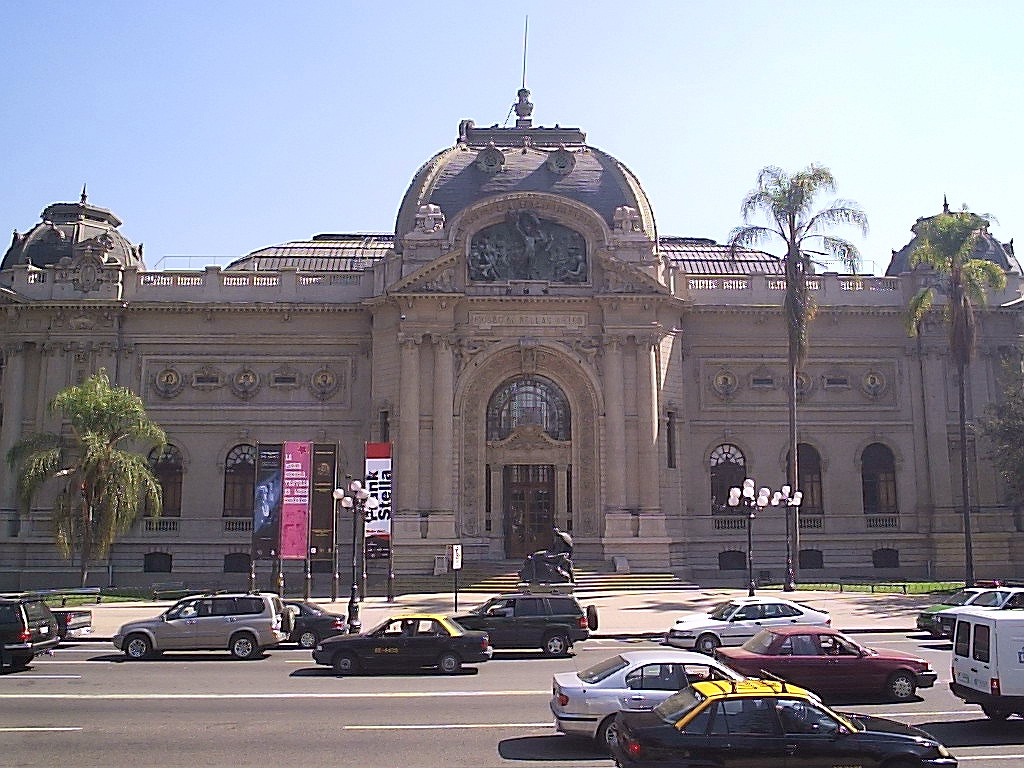
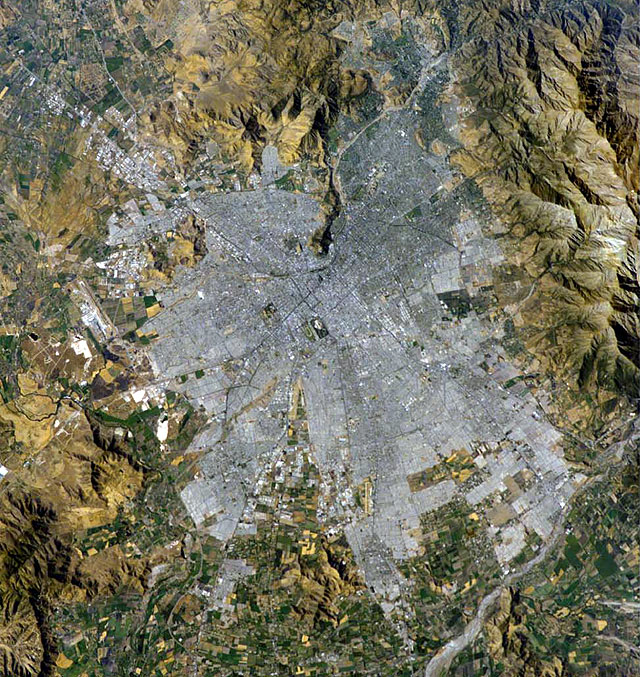
تصویر ماهواره‌ای از سانتیاگو